# Haplopteris hirta
Haplopteris hirta är en kantbräkenväxtart som först beskrevs av Fée, och fick sitt nu gällande namn av S.Linds. Haplopteris hirta ingår i släktet Haplopteris och familjen Pteridaceae. Inga underarter finns listade.